# Slow Cow
Slow Cow (in italiano "Mucca Lenta") è una bevanda rilassante prodotta in Québec, Canada dalla Slow Cow Drink Inc. Soprannominata la bevanda "anti-energia", è stata creata per "aiutare le persone a rallentare" e l'aspetto del packaging è una parodia del più famoso Energy drink Red Bull. Slow Cow è stata lanciata in Quebec nel dicembre 2008, ed è stata poi distribuita in Thailandia, Brasile, Russia, Bolivia, Giappone, Inghilterra, Francia e Belgio.

## Storia
Slow Cow nasce dall'intuizione di Lino Fleury in Quebec. Egli ha osservato che, a fronte di una gran quantità di bevande energetiche a disposizione, sul mercato non c'erano bevande che potessero "aiutare le persone a rallentare quando sono sotto stress". Dal 2006 Fleury e il suo team hanno iniziato a selezionare ingredienti naturali che rilassassero senza provocare sonnolenza, al contrario della caffeina che, presente in grandi quantità negli Energy drink, può provocare agitazione ed ansia.

## Ingredienti
L'ingrediente principale della Slow Cow è la teanina, un aminoacido presente nelle piante di tè che aumenta i livelli di GABA nel cervello, che si dice sia capace di produrre una "sensazione di relax e benessere senza indurre sonnolenza". La teanina è anche capace di aumentare la concentrazione. Altri ingredienti sono estratti di camomilla, passiflora, valeriana, Tilia cordata, e luppolo.
Le quantità degli ingredienti per 250 ml sono:
- Teanina - 100 mg
- Camomilla - 75 mg
- Passiflora - 75 mg
- Valeriana - 75 mg
- Linden - 50 mg
- Luppolo - 50 mg
- Sodio - 82 mg
- Potassio - 22 mg